# Bahnstrecke Passau–Obertraubling
| Streckennummer (DB): | 5830                                                    |                                                 |                                                 |
| Kursbuchstrecke (DB): | 880                                                     |                                                 |                                                 |
| Kursbuchstrecke: | 417 (1946) 424c (Straubing – Radldorf (Niederbay) 1946) |                                                 |                                                 |
| Streckenlänge: | 109,786 km                                              |                                                 |                                                 |
| Spurweite: | 1435 mm (Normalspur)                                    |                                                 |                                                 |
| Streckenklasse: | D4                                                      |                                                 |                                                 |
| Stromsystem: | 15 kV, 16,7 Hz ~                                        |                                                 |                                                 |
| Minimaler Radius: | 300 m                                                   |                                                 |                                                 |
| Streckengeschwindigkeit: | 160 km/h                                                |                                                 |                                                 |
| Zugbeeinflussung: | PZB                                                     |                                                 |                                                 |
| Zweigleisigkeit: | durchgehend                                             |                                                 |                                                 |
| |                                                         |                                                 |                                                 |
| \| \| \| von Wels Hbf \| \| \| \| 0,000 \| Passau Hbf \| 303 m \| \| \| 1,700 \| Passau Gbf \| Passau Gbf \| \| \| 2,100 \| Passau-Auerbach \| Passau-Auerbach \| \| \| 2,568 \| nach Neumarkt-St. Veit \| nach Neumarkt-St. Veit \| \| \| 2,826 \| nach Freyung \| nach Freyung \| \| \| 4,680 \| Heining \| Heining \| \| \| \| Anschluss Hafen Passau \| \| \| \| 7,070 \| Schalding \| 302 m \| \| \| 11,840 \| Seestetten \| Seestetten \| \| \| 11,962 \| Laufenbach (57 m) \| Laufenbach (57 m) \| \| \| 15,068 \| Sandbach (Niederbay) \| 304 m \| \| \| 20,414 \| Wolfach (40 m) \| Wolfach (40 m) \| \| \| \| von Ortenburg \| \| \| \| 21,398 \| Vilshofen (Niederbay) \| 313 m \| \| \| \| nach Aidenbach (bis 1987) \| \| \| \| 21,863 \| Vils (95 m) \| Vils (95 m) \| \| \| 24,425 \| Vilshofen (Niederbay) Berger (Awanst) \| Vilshofen (Niederbay) Berger (Awanst) \| \| \| 28,251 \| Pleinting (Awanst, ehem. Bf) \| Pleinting (Awanst, ehem. Bf) \| \| \| 30,733 \| Girching (Üst, ehem. Bf) \| Girching (Üst, ehem. Bf) \| \| \| 36,960 \| Osterhofen (Niederbay) \| 317 m \| \| \| 43,060 \| Langenisarhofen \| Langenisarhofen \| \| \| 50,567 \| Isar (329 m) \| Isar (329 m) \| \| \| \| Plattling (bis 1875) \| \| \| \| \| (Neutrassierung 1875) \| \| \| \| \| nach Deggendorf \| \| \| \| \| von Bayerisch Eisenstein \| \| \| \| 52,371 \| Plattling \| 323 m \| \| \| \| nach Landshut (Bay) Hbf \| \| \| \| \| von Plattling West (Plattlinger Kurve, geplant) \| \| \| \| 55,300 \| (Neutrassierung 1875) \| (Neutrassierung 1875) \| \| \| 58,010 \| Stephansposching \| Stephansposching \| \| \| 64,382 \| Irlbach (49 m) \| Irlbach (49 m) \| \| \| 64,800 \| Straßkirchen \| 326 m \| \| \| 70,300 \| Amselfing \| Amselfing \| \| \| 72,085 \| Aiterach (88 m) \| Aiterach (88 m) \| \| \| \| von Miltach \| \| \| \| 76,800 \| Straubing \| 326 m \| \| \| \| Anschluss Gäubodenkaserne \| \| \| \| \| nach Neufahrn (Niederbay) (bis 1896) \| \| \| \| 85,648 \| Kleine Laber (66 m) \| Kleine Laber (66 m) \| \| \| 86,430 \| Radldorf (Niederbay) \| 339 m \| \| \| \| nach Neufahrn (Niederbay) (ab 1896) \| \| \| \| \| von Geiselhöring (bis 1880) \| \| \| \| 92,414 \| Flutbrücke (98 m) \| Flutbrücke (98 m) \| \| \| 92,737 \| Große Laber (10 m) \| Große Laber (10 m) \| \| \| 92,978 \| Sünching \| 342 m \| \| \| 97,650 \| Taimering \| 342 m \| \| \| 100,910 \| Moosham (b Regensburg) \| 342 m \| \| \| \| Pfatter (15 m) \| \| \| \| 105,556 \| Mangolding \| 340 m \| \| \| \| von München Hbf \| \| \| \| \| Anschluss Industriegebiet Neutraubling \| \| \| \| 109,786 \| Obertraubling \| 343 m \| \| \| \| nach Regensburg Hbf \| \| \| \| \| \| \| \| Quellen: [1][2][3][4][5][6] \| \| \| \| |                                                         |                                                 |                                                 |
| Strecke |                                                         | von Wels Hbf                                    | von Wels Hbf                                    |
| Bahnhof | 0,000                                                   | Passau Hbf                                      | 303 m                                           |
| Dienststation / Betriebs- oder Güterbahnhof | 1,700                                                   | Passau Gbf                                      | Passau Gbf                                      |
| ehemaliger Haltepunkt / Haltestelle | 2,100                                                   | Passau-Auerbach                                 | Passau-Auerbach                                 |
| Abzweig geradeaus und nach links | 2,568                                                   | nach Neumarkt-St. Veit                          | nach Neumarkt-St. Veit                          |
| Abzweig geradeaus und nach rechts | 2,826                                                   | nach Freyung                                    | nach Freyung                                    |
| ehemaliger Bahnhof | 4,680                                                   | Heining                                         | Heining                                         |
| Abzweig geradeaus und von rechts |                                                         | Anschluss Hafen Passau                          | Anschluss Hafen Passau                          |
| Dienststation / Betriebs- oder Güterbahnhof | 7,070                                                   | Schalding                                       | 302 m                                           |
| ehemaliger Bahnhof | 11,840                                                  | Seestetten                                      | Seestetten                                      |
| Brücke über Wasserlauf | 11,962                                                  | Laufenbach (57 m)                               | Laufenbach (57 m)                               |
| Dienststation / Betriebs- oder Güterbahnhof | 15,068                                                  | Sandbach (Niederbay)                            | 304 m                                           |
| Brücke über Wasserlauf | 20,414                                                  | Wolfach (40 m)                                  | Wolfach (40 m)                                  |
| Abzweig geradeaus und von links |                                                         | von Ortenburg                                   | von Ortenburg                                   |
| Bahnhof | 21,398                                                  | Vilshofen (Niederbay)                           | 313 m                                           |
| Abzweig geradeaus und ehemals nach links |                                                         | nach Aidenbach (bis 1987)                       | nach Aidenbach (bis 1987)                       |
| Brücke über Wasserlauf | 21,863                                                  | Vils (95 m)                                     | Vils (95 m)                                     |
| Blockstelle | 24,425                                                  | Vilshofen (Niederbay) Berger (Awanst)           | Vilshofen (Niederbay) Berger (Awanst)           |
| Blockstelle | 28,251                                                  | Pleinting (Awanst, ehem. Bf)                    | Pleinting (Awanst, ehem. Bf)                    |
| Blockstelle | 30,733                                                  | Girching (Üst, ehem. Bf)                        | Girching (Üst, ehem. Bf)                        |
| Bahnhof | 36,960                                                  | Osterhofen (Niederbay)                          | 317 m                                           |
| ehemaliger Bahnhof | 43,060                                                  | Langenisarhofen                                 | Langenisarhofen                                 |
| Brücke über Wasserlauf | 50,567                                                  | Isar (329 m)                                    | Isar (329 m)                                    |
| ehemaliger Bahnhof |                                                         | Plattling (bis 1875)                            | Plattling (bis 1875)                            |
| Verschwenkung von links (Strecke außer Betrieb) · Verschwenkung von rechts |                                                         | (Neutrassierung 1875)                           | (Neutrassierung 1875)                           |
| Abzweig geradeaus und nach rechts (Strecke außer Betrieb) · Strecke |                                                         | nach Deggendorf                                 | nach Deggendorf                                 |
| Kreuzung (Strecke geradeaus außer Betrieb) · Abzweig geradeaus und von rechts |                                                         | von Bayerisch Eisenstein                        | von Bayerisch Eisenstein                        |
| Strecke (außer Betrieb) · Bahnhof | 52,371                                                  | Plattling                                       | 323 m                                           |
| Strecke (außer Betrieb) · Abzweig geradeaus und nach links |                                                         | nach Landshut (Bay) Hbf                         | nach Landshut (Bay) Hbf                         |
| Strecke (außer Betrieb) · Abzweig geradeaus und ehemals von links |                                                         | von Plattling West (Plattlinger Kurve, geplant) | von Plattling West (Plattlinger Kurve, geplant) |
| Verschwenkung nach links (Strecke außer Betrieb) · Verschwenkung nach rechts | 55,300                                                  | (Neutrassierung 1875)                           | (Neutrassierung 1875)                           |
| ehemaliger Bahnhof | 58,010                                                  | Stephansposching                                | Stephansposching                                |
| Brücke über Wasserlauf | 64,382                                                  | Irlbach (49 m)                                  | Irlbach (49 m)                                  |
| Bahnhof | 64,800                                                  | Straßkirchen                                    | 326 m                                           |
| ehemaliger Bahnhof | 70,300                                                  | Amselfing                                       | Amselfing                                       |
| Brücke über Wasserlauf | 72,085                                                  | Aiterach (88 m)                                 | Aiterach (88 m)                                 |
| Abzweig geradeaus und von rechts |                                                         | von Miltach                                     | von Miltach                                     |
| Bahnhof | 76,800                                                  | Straubing                                       | 326 m                                           |
| Abzweig geradeaus und nach links |                                                         | Anschluss Gäubodenkaserne                       | Anschluss Gäubodenkaserne                       |
| Abzweig geradeaus und ehemals nach links |                                                         | nach Neufahrn (Niederbay) (bis 1896)            | nach Neufahrn (Niederbay) (bis 1896)            |
| Brücke über Wasserlauf | 85,648                                                  | Kleine Laber (66 m)                             | Kleine Laber (66 m)                             |
| Bahnhof | 86,430                                                  | Radldorf (Niederbay)                            | 339 m                                           |
| Abzweig geradeaus und nach links |                                                         | nach Neufahrn (Niederbay) (ab 1896)             | nach Neufahrn (Niederbay) (ab 1896)             |
| Abzweig geradeaus und ehemals von links |                                                         | von Geiselhöring (bis 1880)                     | von Geiselhöring (bis 1880)                     |
| Brücke über Wasserlauf | 92,414                                                  | Flutbrücke (98 m)                               | Flutbrücke (98 m)                               |
| Brücke über Wasserlauf | 92,737                                                  | Große Laber (10 m)                              | Große Laber (10 m)                              |
| Bahnhof | 92,978                                                  | Sünching                                        | 342 m                                           |
| ehemaliger Bahnhof | 97,650                                                  | Taimering                                       | 342 m                                           |
| ehemaliger Bahnhof | 100,910                                                 | Moosham (b Regensburg)                          | 342 m                                           |
| Brücke über Wasserlauf |                                                         | Pfatter (15 m)                                  | Pfatter (15 m)                                  |
| Dienststation / Betriebs- oder Güterbahnhof | 105,556                                                 | Mangolding                                      | 340 m                                           |
| Abzweig geradeaus und von links |                                                         | von München Hbf                                 | von München Hbf                                 |
| Abzweig geradeaus und von rechts |                                                         | Anschluss Industriegebiet Neutraubling          | Anschluss Industriegebiet Neutraubling          |
| Bahnhof | 109,786                                                 | Obertraubling                                   | 343 m                                           |
| Strecke |                                                         | nach Regensburg Hbf                             | nach Regensburg Hbf                             |
| |                                                         |                                                 |                                                 |
| Quellen: |                                                         |                                                 |                                                 |

Die Bahnstrecke Passau–Obertraubling ist eine zweigleisige, elektrifizierte Hauptbahn in Bayern. Sie schließt in Passau an die Bahnstrecke Wels–Passau an und führt im Donautal über Plattling und Straubing nach Obertraubling, wo sie in die Bahnstrecke München–Regensburg einmündet.
Sie ist Teil des Kernnetzes der Transeuropäischen Verkehrsnetze.

## Geschichte
Zur Erschließung des bis dahin eisenbahnlosen Ostbayerns überließ der bayerische Staat den dortigen Bahnbau der 1856 neu gegründeten privaten Königlich privilegirten Actiengesellschaft der bayerischen Ostbahnen. Unter dem Datum vom 12. April 1856 erhielt die Ostbahngesellschaft die Konzession zum Bau und Betrieb von Bahnstrecken im Osten Bayerns. Die genaue Streckenführung war ab 1851 vom bayerischen Staat ausgearbeitet worden und wurde der Ostbahngesellschaft vorgeschrieben. Eine Strecke führte von München über Landshut (eröffnet am 3. November 1858) nach Geiselhöring. Dort verzweigte sie sich nach Norden nach Regensburg und nach Süden über Straubing nach Passau. Die Abschnitte Landshut–Geiselhöring–Regensburg und Geiselhöring–Straubing gingen am 12. Dezember 1859 in Betrieb. Von Straubing führte die 77 km lange Strecke ab 20. September 1860 weiter über Plattling und Vilshofen bis zur Grenzstadt Passau. Dort fand der Schienenweg ab 1. September 1861 Fortsetzung durch eine Zweigbahn der österreichischen k.k. priv. Kaiserin Elisabeth-Bahn (KEB) in Richtung Linz und Wien.
Aufgrund dieser Streckenführung mussten durchgehende Züge von Passau nach Regensburg über Geiselhöring fahren und dort kopfmachen. Am 1. Juli 1873 wurde eine direkte Verbindung von Sünching nach Straubing eröffnet, die den Weg erheblich abkürzte und die Fahrt beschleunigte. Zwischen 1880 und 1897 legte man zunächst die nun überflüssige Teilstrecke Sünching–Geiselhöring still und später auch Perkam–Straubing, nachdem man ab 30. September 1896 von Perkam her die Verbindung nach Radldorf hergestellt hatte, die dort in die Hauptstrecke in Richtung Straubing einmündet.

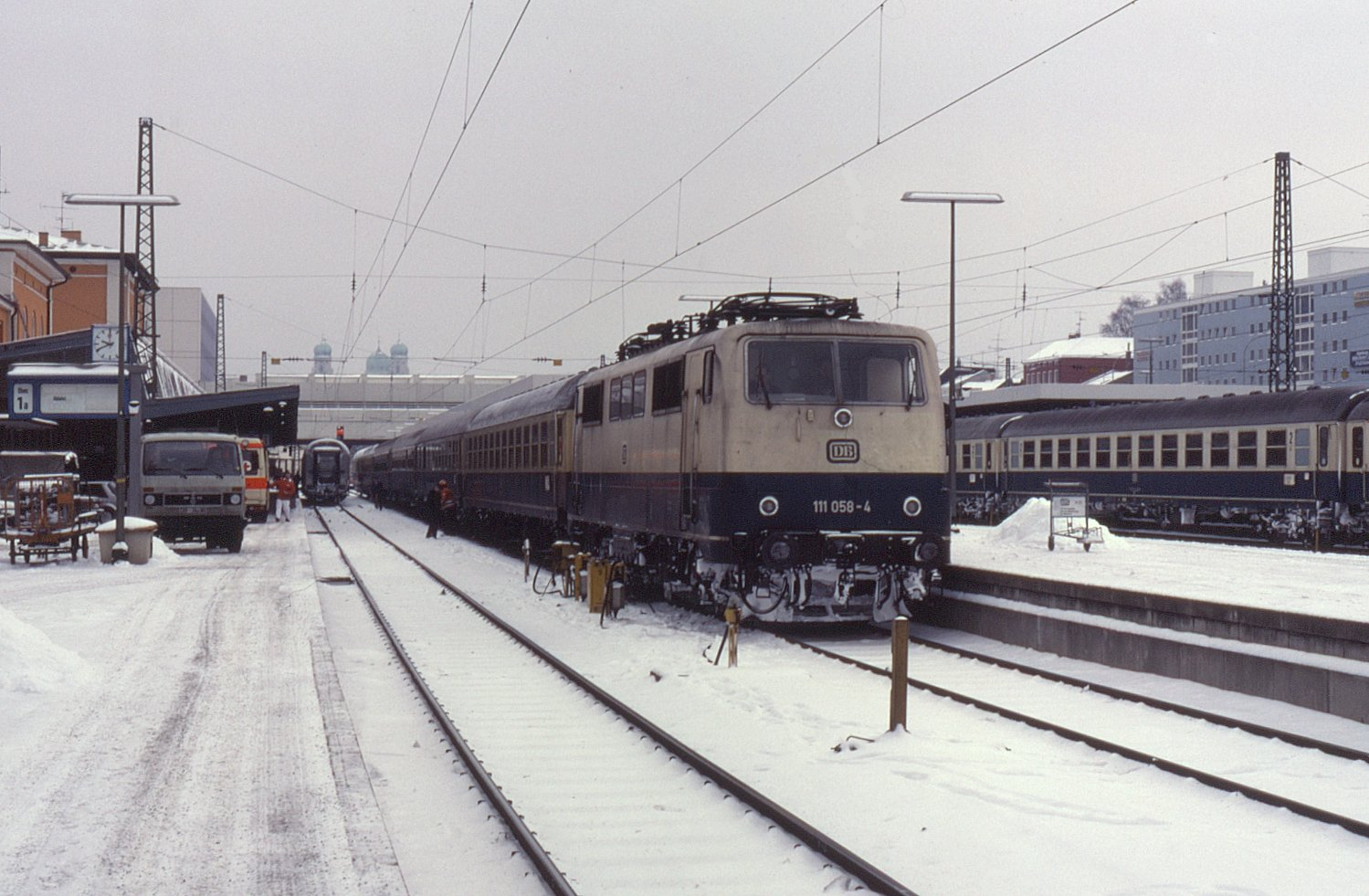
Abfahrbereiter Schnellzug nach Regensburg in Passau Hbf (1991)

Die gesamte Strecke fiel mit der Verstaatlichung der Bayerischen Ostbahnen am 10. Mai 1875 der Bayerischen Staatsbahn zu. Mit Gesetz vom 3. März 1894 wurde der zweigleisige Ausbau der Strecke eingeleitet. Am 1. Juni 1959 wurde der planmäßige elektrische Betrieb aufgenommen.
Im Bundesverkehrswegeplan 1985 war im Abschnitt Planungen das Projekt einer Ausbaustrecke Nürnberg–Passau mit Investitionskosten von 150 Millionen DM enthalten.
Im Rahmen des Sofortprogramms Seehafen-Hinterlandverkehr wurden 28 neue Signale errichtet und damit die Streckenkapazität erhöht.

### Ausblick
Für eine Generalsanierung soll die Strecke vom 10. Juni bis 11. Dezember 2026 vollständig gesperrt werden. Das Verkehrsunternehmen Agilis sieht sich durch diese und weitere Sperrungen in seiner Existenz gefährdet und hatte erfolglos Beschwerde bei der Bundesnetzagentur eingelegt. Vom 10. Dezember 2027 bis 3. März ist eine weitere Vollsperrung zwischen Regensburg/Obertraubling und Plattling vorgesehen, anschließend eine eingleisige Sperrung bis 21. Juli 2028. Die Bayerische Eisenbahngesellschaft rechnet durch die für 2026 geplanten Vollsperrungen von Regensburg–Nürnberg sowie Regensburg–Passau mit Kosten für den Schienenersatzverkehr von 88 Millionen Euro. Darüber hinaus sollen 25 bis 75 Prozent der Fahrkartenerlöse entfallen. Dazu kommen von der BEG zu übernehmende Remanenzkosten von Verkehrsunternehmen, deren Aufwendungen beispielsweise für Personal und Instandhaltung weiterlaufen, obwohl kein Betrieb möglich ist.
2019 wurde die Vorplanung für die ETCS-Ausrüstung der Strecke ausgeschrieben. Eingriffe in Stellwerke sollen dabei möglichst vermieden werden. Für die ETCS-Ausrüstung zwischen Nürnberg und Passau sind 58 Millionen Euro veranschlagt (Stand: 2017). Aufgrund eines Strategiewechsels erging Ende 2020 ein ergänzender Auftrag, Varianten mit ETCS Level 2 zu untersuchen. Im Dezember 2028 sollte ETCS Level 2 „mit Signalen“ auf einer Länge von 105 km in Betrieb genommen werden. Im Februar 2023 wurde eines von drei Losen zur Entwurfsplanung vergeben. Inzwischen werden auf der Strecke Digitale Stellwerke und ETCS Level 2 ohne Signale geplant.
Im dritten Gutachterentwurf des Deutschlandtakts sind in Plattling und Straßkirchen mittige Überholgleise unterstellt. Dafür sind, zum Preisstand von 2015, Investitionen von 21 Millionen Euro vorgesehen.

## Streckenbeschreibung

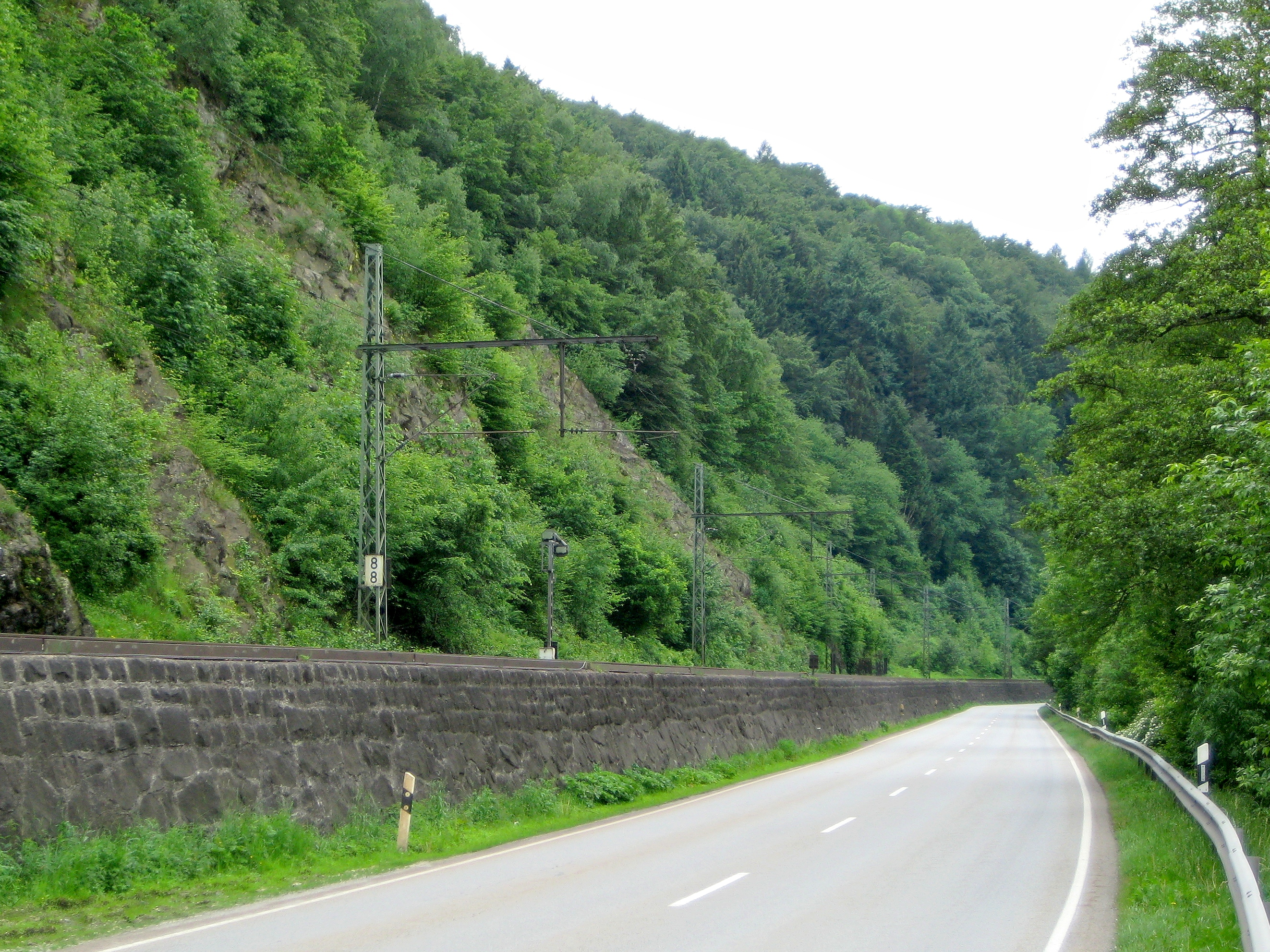
Bundesstraße 8 und Bahntrasse zwischen Donau und Löwenwand

Die Strecke verlässt den Bahnhof Passau in westlicher Richtung im südlichen Donautal. Noch im Stadtgebiet zweigen die Nebenbahnen nach Freyung und nach Neumarkt-Sankt Veit ab. Bei Schalding wird die Strecke von der Donaubrücke Schalding überspannt, die die Bundesautobahn 3 über die Donau führt. Bis Vilshofen verläuft die Bahnstrecke für gut vier Kilometer auf engstem Raum zwischen Donau und Löwenwand parallel zur Bundesstraße 8. Man führte die Bahn wegen der Hochwassergefahr bis zu drei Meter über der Straße und folgte mit zahlreichen Bögen den Windungen der Donau. In Vilshofen weitet sich das Tal ein klein wenig und nimmt die Vils auf, die im Stadtgebiet von der Bahntrasse überbrückt wird. Danach geht es bis Pleinting wieder am südlichen Hangfuß den Strom entlang nordwestwärts, ehe die Weite des Gäubodens erreicht ist und nun fernab der Donau über lange trockengefallene Altarme bzw. eine Niederterrasse (ab Osterhofen) geradlinig und direkt Plattling im Isartal angefahren wird. Zur Überquerung der Isar bei Plattling baute man eine eiserne Fachwerkbrücke auf Granitpfeilern mit insgesamt 162 Metern Weite. Mit den Flutöffnungen hat die Brücke eine Länge von 318,35 Metern. Durch das fünf Kilometer weite Überschwemmungsgebiet südlich Plattling baute man außerdem einen zwei bis drei Meter hohen Bahndamm mit zehn Flutbrücken.
Auf einer Hochterrasse der Donau geht es dann nahezu schnurgerade weiter bis Straubing, von wo aus über Radldorf (Senke der Kleinen Laber) und Sünching (Senke der Großen Laber) Obertraubling am Westrand des Donautals (und am Saume des Donau-Isar-Hügellands) erreicht wird.

## Betrieb

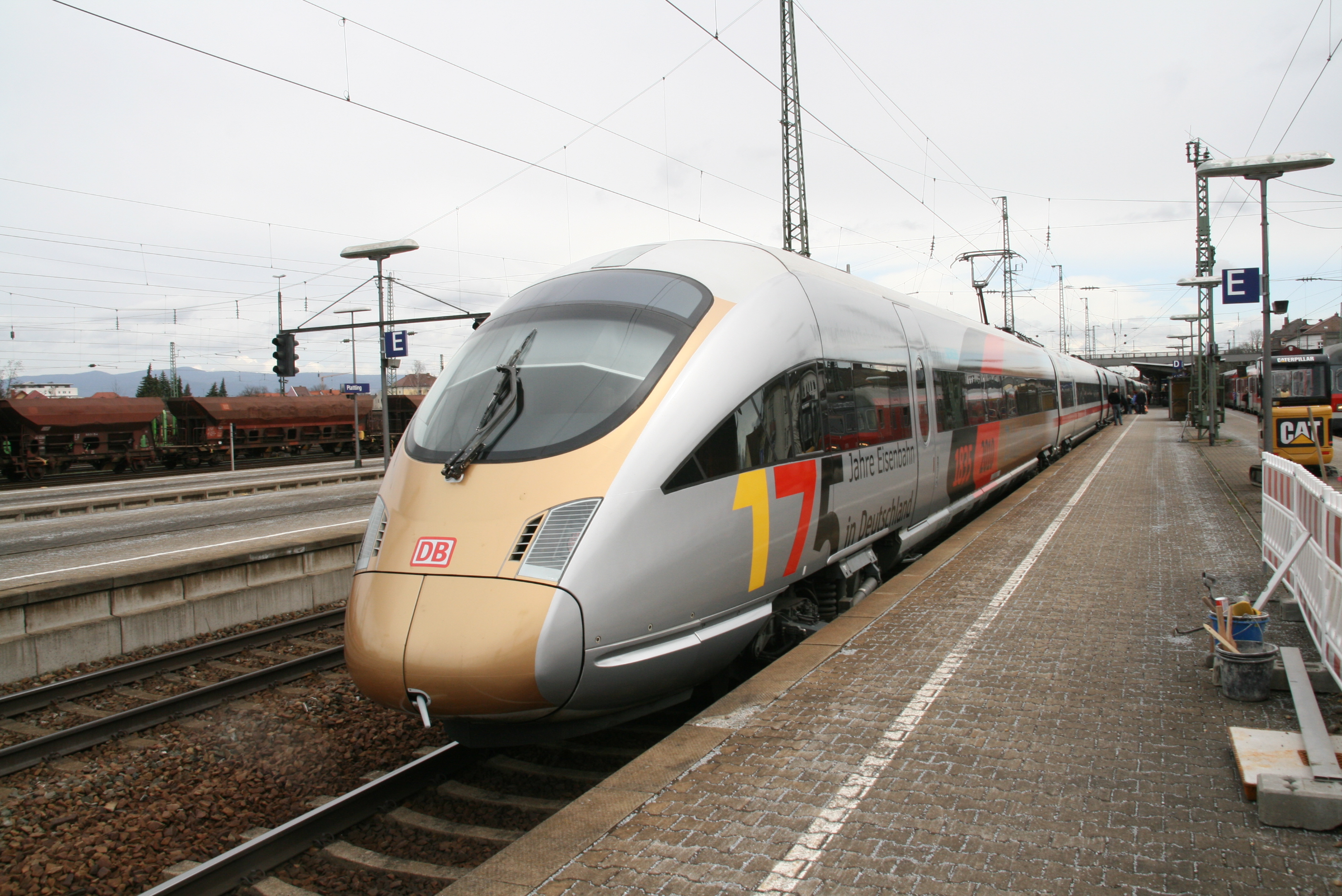
ICE im Bahnhof Plattling (2010)

Auf dieser Strecke verkehren seit Fahrplanwechsel am 9. Dezember 2007 im Zweistundentakt ICE-T-Züge der Linie 91 – insgesamt sechs Zugpaare – und täglich ein ICE 1-Zugpaar der Linie 31. Letzteres Zugpaar beginnt bzw. endet in Passau, die Linie 91 verkehrt weiter bis Wien. Fernverkehrshalte sind Regensburg, Plattling und Passau. Zusätzlich verkehrt ein Intercity-Zugpaar der Linie 17 von bzw. nach Warnemünde und Wien.
Im Nahverkehr fahren zwischen Passau und Plattling Regional-Express-Züge (siehe auch Donau-Isar-Express). Diese halten unterwegs lediglich in Vilshofen und Osterhofen. Die Regional-Express-Züge verkehren ab Plattling direkt weiter nach München. Zwischen Plattling und Regensburg verkehren stündlich Regionalbahnen bzw. Regional-Express-Züge der Privatbahn agilis, die ab Regensburg zweistündlich alternierend bis Ingolstadt bzw. Nürnberg (und zurück) durchgebunden sind. Auf beiden Linien werden Triebzüge des Typs Alstom Coradia Continental bzw. Siemens Mireo eingesetzt.
Die Strecke zwischen Plattling und Straubing wird von DB Systemtechnik für Testfahrten genutzt. Hier werden Störstrommessungen an Bahnfahrzeugen durchgeführt. So kommt es des Öfteren vor, dass auf diesem Streckenabschnitt Eisenbahnprototypen unterwegs sind, um ihre Zulassung zu erhalten.